# Rhyacophila ledra
Rhyacophila ledra är en nattsländeart som beskrevs av Ross 1939. Rhyacophila ledra ingår i släktet Rhyacophila och familjen rovnattsländor. Inga underarter finns listade i Catalogue of Life.